# Tim e Chris Stamper

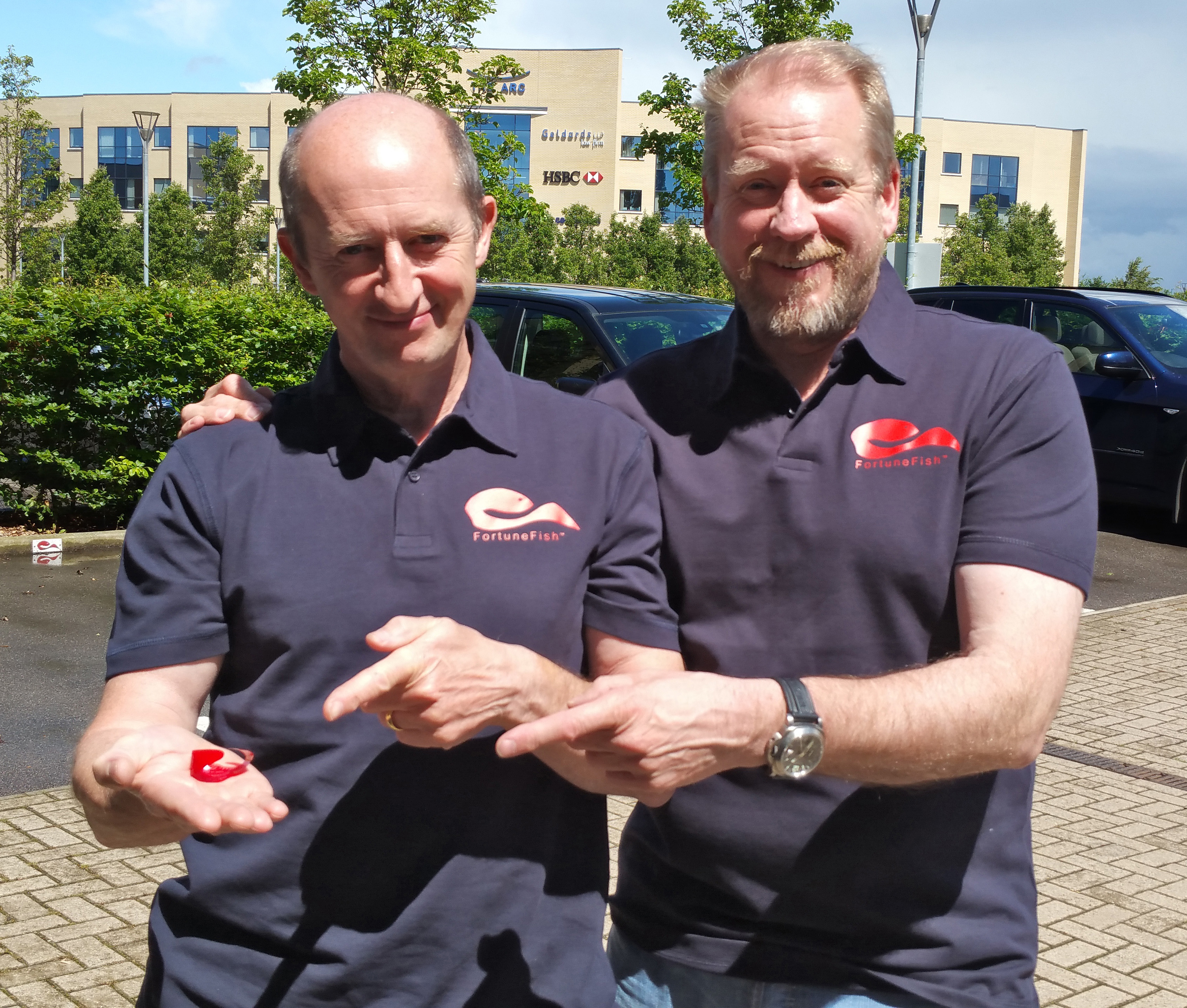
Tim e Chris Stamper em 2015.

Tim e Chris Stamper (artista e programador, respectivamente) são os fundadores da Ashby Computers & Graphics (mais conhecida como Ultimate Play the Game), que viria a ser mais tarde chamada Rare. Eles produziram jogos como Sabre Wulf e Knight Lore para computadores domésticos da era 8-bit; Battletoads, Donkey Kong Country e GoldenEye 007 para os sistemas Nintendo, e recentemente Kameo: Elements of Power, Perfect Dark Zero e Viva Piñata para o Xbox 360 da Microsoft.
No dia 2 de janeiro de 2007, foi anunciado pela 1UP.com que Tim e Chris Stamper estariam deixando a Rare "em busca de outras oportunidades", não declarando futuros planos.
Os irmãos Stamper passaram a trabalhar com engenharia e desenvolvimento de terrenos. Em 2004, Tim Stamper pagou £17 mil pela Eydon Hall em Northamptonshire.